# Напад на Миљевачки плато
Напад на Миљевачки плато је акција хрватске војске током рата у Хрватској на подручју Миљевачког платоа, у околини Дрниша. Акција извршена 21. јуна 1992. године је први напад војних снага Републике Хрватске на Републику Српску Крајину, након што је УНПРОФОР преузео улогу заштитних снага на подручју РСК. Напад се завршио победом хрватске војске, која је одбацила снаге српске територијалне одбране.

## Претходница

### Политичке прилике
На вишестраначким изборима у СР Хрватској 22. априла 1990. победила је странка ХДЗ, која је у свом политичком програму јасно истицала жељу за независности тј. одвајање СР Хрватске од СФРЈ. У целој СР Хрватској владала је велика еуфорија због победе ХДЗ на изборима, а након тога све чешће су се могле јавно видети слике усташа (Анте Павелића, Алојзија Степинца, Макса Лубурића...), усташки поздрави и чути усташке песме. Србима у СР Хрватској је то будило аветна сећања на прогоне и геноцид из времена НДХ. Од маја 1990. до маја 1991. ситуација се из дана у дан погоршавала и Срби су били страховито уплашени за своју личну сигурност и своје имовине. Велики број Срба је преко телефона добијао претње да морају да се иселе из својих кућа и оду у СР Србију. Добијали су чак и претећа писма у којима је стајао потпис „ХДЗ“. Срби су добијали отказе на послу, а чак су им и деца у школама психо-физички малтретирана. У стамбеним зградама постојали су одређени чланови ХДЗ који су имали задатак да пазе на кретање својих комшија Срба.
17. августа 1990. године организован је плебисцит у српским општинама. МУП Хрватске је то покушао да спречи. Срби подижу барикаде, што су хрватски медији прозвали "Балван револуција".
Од 1. марта 1991. хрватски полицајци су носили аутоматске пушке и ручне бомбе у редовним патролама. На свим прилазима Задру, Сплиту, Дубровнику, Шибенику... постављени су полицијски пунктови за контролу кретања људи и робе. Од тада је почело и малтретирање грађана српске националности од стране полиције. Руководство ХДЗ у Задру је почетком 1991. године сачинило списак кућа, викендица, локала чији су власници Срби, и које у наредним месецима треба уништити. Тако је и било 2. маја 1991. када су хрватски шовинисти имали свој рушилачки поход у Задру. Пре тога, 1. маја на Полачи, крај Книна, убијен је Србин Васо Пећер.
Од августа 1991. хрватске полицијске, војне и паравојне снаге нападају касарне ЈНА. Почиње свеопшти прогон Срба и ЈНА, што прелази у отворени рат. У том рату створена је 19. децембра 1991. Република Српска Крајина у Книну. 15. јануара 1992. Хрватска добија међународно признање.
Марта 1992. године ОУН шаље своје снаге на територију РСК, ради разграничења са Хрватском.

### Припремање напада
Рат у овом делу Далмације почео је 16. септембра 1991. када је 9. корпус ЈНА, у операцији „Обала '91", из правца Книна за релативно кратко време, преко Дрниша избио код Шибеника, ефективно одсекавши Далмацију од северних делова Хрватске. Циљ је био приморавање хрватских власти да допусте мирно повлачење људства и технике ЈНА из приобаља у српски део Далмације. 
Када је задатак испуњен, 9. корпус је почео са постепеним повлачењем. Проблем са Миљевачким платоом (или једноставно Миљевцима) је што ЈНА није имала суштински разлог да га задржи, пошто се радило о простору насељеном претежно хрватским становништвом, али је стратешки био важан због близине Дрниша и Книна, који су били у саставу Републике Српске Крајине. У процесу повлачења ЈНА, потпуно је евакуисано српско село Нос Калик, које се налазило у истуреном делу платоа, удаљено од компактне територије РСК.
Резолуцијом Савета безбедности о формирању УНПРОФОРа, који је требало да се распореди између зараћених страна, те истовременом одлуком генералштаба ЈНА да се повуче с територија Хрватске и РСК, настао је својеврсни метеж, који је Хрватска војска искористила нападом на изоловану јединицу српске територијалне одбране на брисаном простору Миљевачког платоа. Акција је извршена упркос споразуму о примирју, који је потписан пар дана раније, како би дечији фестивал у Шибенику био несметано одржан.

## Битка
Хрватске снаге, које су сачињавале 113. (шибенска) и 142. (дрнишка) бригада, су у зору, 21. јуна 1992. напале подручје које је контролисала српска територијална одбрана под изговором да међународне снаге не обављају своју функцију и не враћају прогнана лица у такозване „Ружичасте зоне". До следећег дана, хрватске снаге су у потпуности контролисале плато. Противнапад са српске стране је изостао, јер је дотадашња ЈНА (у међувремену преименована у Југословенску армију, те у Војску Југославије) пролазила кроз структурални распад, а делови њених јединица кроз трансформацију у Српску војску Крајине, која је завршена тек идуће године.
Хрватски стратези су уочили чињеницу да је српска војна доктрина у међувремену постала пасивна и оформљена на територијалном принципу, при чему свако гранично место брани само себе. Стога су потпуно исправно закључили да српске снаге, формиране од локалног становништва, неће имати мотивацију за борбу у етнички хрватским Миљевачким селима.
Савет безбедности је 30. јуна 1992. изгласао резолуцију 762, према којој је требало да се хрватске снаге повуку с Миљеваца, али то никада није учињено.
Оружани састави РСК већ тада се нису могли одупрети планским и осмишљеним акцијама Хрватске војске.
Прави разлог напада био је "пипање пулса" међународне заједнице и одвагивање спремности за одбрану војних снага РСК у новонасталим околностима. Тест хрватске стране је у потпуности успео.

## Ратни злочини
Резултат акције је био 40 убијених и измасакрираних територијалаца РСК, између осталих и народни херој РСК Савица Сале Медаковић. Жртве су бацане у јаму дубоку око 10 метара изван села Дриновци које су хрватски војници затим напунили смећем. Два месеца након борби, у августу 1992, УНПРОФОР је надгледао ексхумацију тела српских територијалаца. За њихово вађење је био потребан кран Хрватске војске и тим спелеолога. Тела су била у високом степену распада тако да тела нису могла бити идентификована. Иследник на лицу места је навео двадесет врећа које су садржавале људске остатке и војне униформе, док су поједини делови тела недостајали.
Ти остаци су предати српским властима и поново испитани са свим српски жртвама из битке. Иследница из Книна је изјавила да је између 7. јула и 19. августа примила укупно 18 тела у четири наврата, такође преко Унпрофора. После су добили још три тела до 1. септембра.
Укупно 40 тела је састављено од остатака, која су затим подвргнута процесу идентификације, одржаног у хангару ауто-превозног предузећа у Дрнишу. Четрнаест жртава је препознала родбина, један леш је препознат по плочицама остеосинтезе на костима поткољенице, на једном је нађен калус на месту старе фрактуре подлактице, а три по отисцима прстију. 28 тела је сахрањено у појединачне гробнице, док је 12 сахрањено у заједничку гробницу на книнском гробљу. Према хрватским изворима, та тела су војници који су убијени у борби. Хрватски заповедник је наредио да се тела закопају на месно православно гробље, али наређење није извршено.
Припадници Војне полиције Републике Хрватске су троје српских цивила из села Доњи Баљци код Дрниша одвели у војни затвор „Кулине“ у Шибенику и тамо их мучили од 2. марта до 23. априла 1992. године.

### Имена жртава
1. Бабић Паје Драган 1942. Книн
2. Берић Луке Владимир 1966. Книн
3. Чоловић Лазе Слободан 1958. Книн
4. Чанак Милана Илија 1973. Апатин
5. Чулић Николе Жељко 1972. Мркоњић Град
6. Ћурувија Неђељка Милош 1973. Книн
7. Џепина Симе Бранко 1951. Голубић
8. Џепина Петра Петар 1943. Голубић
9. Груловић Петра Никола 1950. Кистање
10. Гркинић Илије Петар 1950. Рамљане
11. Хусаревић Мехмеда Џевад 1972. Босанска Крупа
12. Илић Саве Тодор 1946. Пађене
13. Ковачевић Душана Дамјан 1942. Риђане
14. Крајиновић Николе Илија 1941. Книн
15. Костић Николе Јован 1940. Мокро Поље
16. Карабува Радоја Бранко 1954. Стрмица
17. Липовина Илије Никола 1942. Книн
18. Лалић Милентије Никола 1943. Кистање
19. Малешевић Тодора Милан 1942. Миочић
20. Медаковић Тодора Тодор 1949. Ковачић
21. Медаковић Бранка Савица 1969. Ковачић
22. Момић Ђурђа Гојко 1939. Книн
23. Манојловић Тодора Јанко 1957. Марковац
24. Медош Вује Рајко 1938. Биовичино Село
25. Поповић Боже Слободан 1972. Кистање
26. Ракетић Петра Владе 1939. Книн
27. Радујко Николе Винко 1956. Ковачић
28. Радић Обрада Гојко 1942. Радучић
29. Смиљанић Лазара Јовица 1964. Звјеринац
30. Трифуновић Томе Љубомир 1935. Риђане
31. Вишић Божидара Ранко 1963. Книн
32. Вуковић Бранка Мирослав 1962. Миочић
33. Зелембаба Петра Стево 1953. Жагровић
34. Суботић Обрада Мирослав 1962. Ервеник
35. Лунић Душана Радован 1967. Кричке
36. Рашковић Петра Миле 1963. Жагровић
37. Ћосић Павла Ђорђе 1951. Косово
38. Мирчетић Ђуре Никола 1942. Миочић
39. Вујасин Милана Гојко 1973. Отишић
40. Веселиновић Богдана Милан 1949. Обровац

## Последице
Тек два месеца након овог напада, Хрватска је дозволила међународној експертској комисији да изврши ексхумацију и идентификацију. А то је трајало још два месеца. Ипак, 12 лешева је остало неидентификовано, упркос најсавременијим достигнућима медицине.
Сачињене су и фотографије лешева које је објавио Веритас у својој публикацију, али су слике толико потресне да се не препоручују осетљивим и малолетним особама.
О овом злочину снимљена је видео касета и врло брзо након овог напада, та видео касета се нашла у видео клубовима земљама западне Европе, да се изнајмљује као хорор филм.
Хрватска радио станица Сплит у маниру крајњег цинизма је емитовала имена погинулих српских бораца уз звуке српске националне химне са свим могућим погрдама.